# Westeinde (Drenthe)
Pour les articles homonymes, voir Westeinde.
Westeinde est un hameau situé dans la commune néerlandaise de Westerveld, dans la province de Drenthe. En 2007, le hameau comptait 150 habitants.